# Pengkol (Nglipar)
Pengkol is een bestuurslaag in het regentschap Gunung Kidul van de provincie Jogjakarta, Indonesië. Pengkol telt 5162 inwoners (volkstelling 2010).